# Hoa bách hợp
Huy hiệu hoa bách hợp, còn gọi là hoa ly (tiếng Pháp: fleur-de-lis hoặc fleur-de-lys; nghĩa là "hoa loa kèn", "hoa huệ Tây") là một mẫu cách điệu (dựa vào hoa thật để tạo ra một hình tượng hoa) của một loại hoa thuộc chi Loa kèn (Lilium) hoặc chi Đuôi diều/diên vỹ (Iris) được dùng để trang trí và làm biểu tượng. Nó có thể hoàn toàn dùng để trang trí hoặc có thể "là hình tượng sử dụng trong chính trị, các vương triều, nghệ thuật, huy hiệu và biểu trưng", đặc biệt nhất là được sử dụng trong các huy hiệu. Trong khi nó đã xuất hiện trên các huy hiệu và cờ của vô số kể các quốc gia châu Âu hàng nhiều thế kỷ, hoa bách hợp lại đặc biệt có liên quan đến hoàng gia Pháp. Nó là một biểu tượng lâu dài của nước Pháp, nhưng, tuy được coi là đáng kể nhất là huy hiệu của hoàng gia, lại không được dùng chính thức bởi bất cứ nền cộng hòa nào của Pháp. Tại Bắc Mỹ hoa bách hợp thường liên quan đến những vùng trước đây có người Pháp định cư, thí dụ như Louisiana và Québec và với tiếng Pháp tại những tỉnh bang khác của Canada. Nó cũng là huy hiệu của vùng đô thị tự quản Schlieren, Zürich của Thụy Sĩ.
Nó có trên phù hiệu quân sự và biểu tượng của nhiều tổ chức khác nhau, và suốt thế kỷ 20 nó được nhiều tổ chức Hướng đạo khắp nơi trên thế giới chấp thuận làm huy hiệu của tổ chức mình. Các kiến trúc sư và thiết kế sư có thể dùng một hoa bách hợp đơn độc hay nhiều hình tượng của nó lặp đi lặp lại trong nhiều kiểu mẫu khác nhau, từ đồ sắt đến đóng sách. Là một biểu tượng tôn giáo, nó có thể tượng trưng Chúa Ba Ngôi, hoặc là vật tượng trưng bằng tranh chỉ tổng thiên thần Gabriel, đáng nói là trong miêu tả Lễ Truyền Tin lành (Annunciation). Nó cũng có liên quan đến Đức mẹ Đồng trinh.

## Nguồn gốc

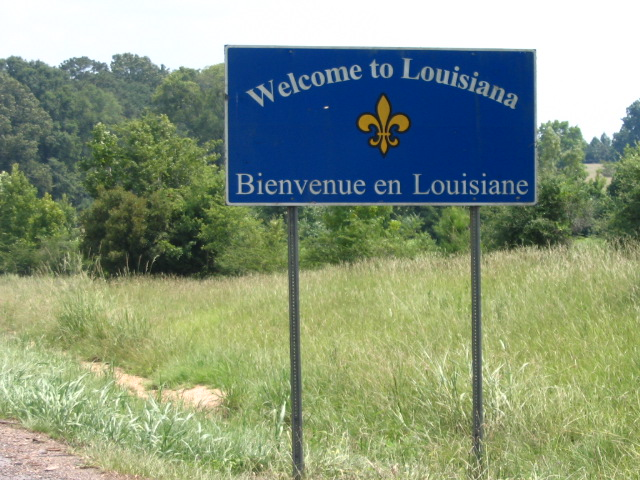
Dấu hiệu chỉ đường ở Louisiana có hình hoa diên vỹ

## Biểu tượng hoàng gia

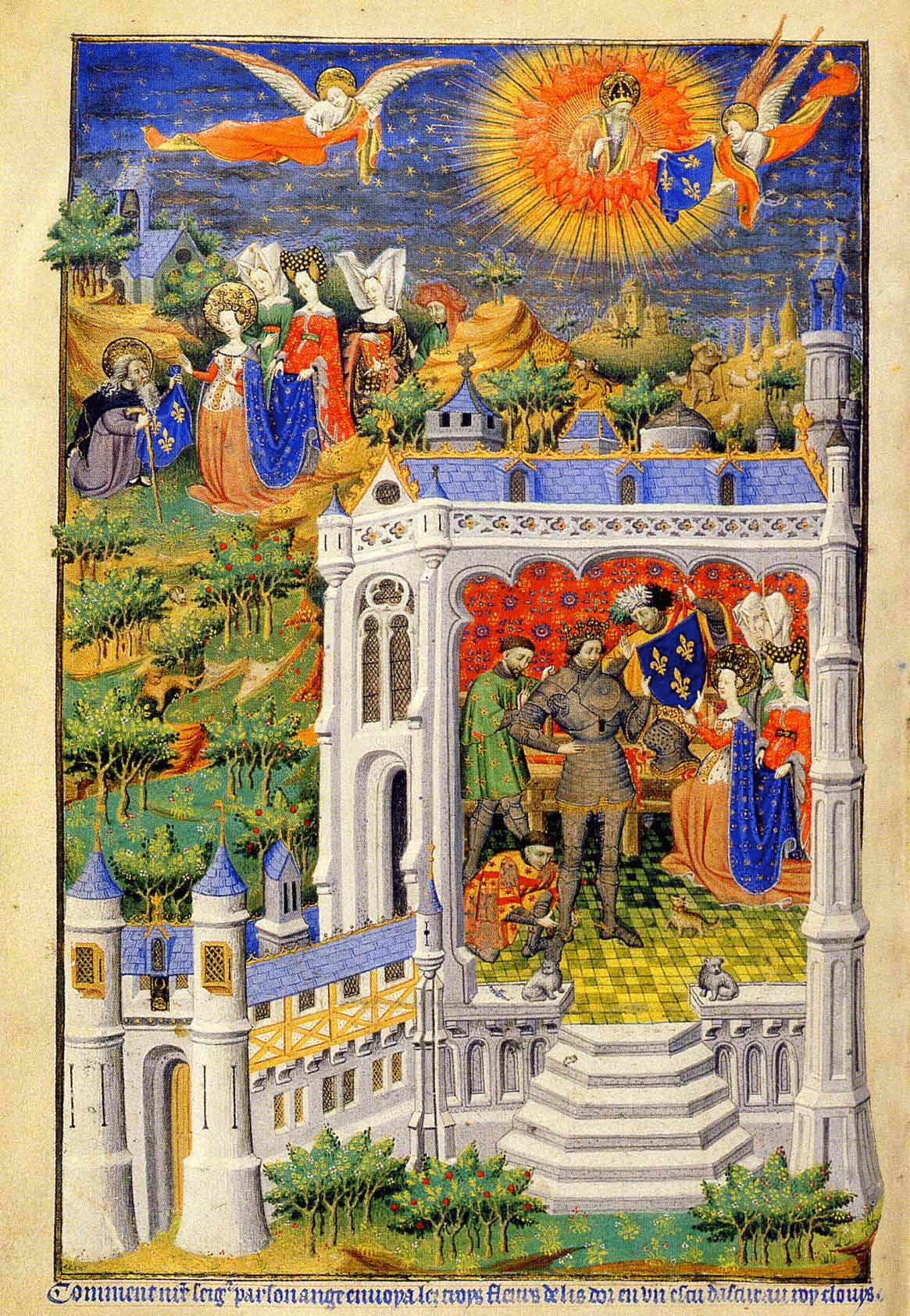
Tranh thế kỷ 15 có hình một thiên thần đang gởi hoa diên vỹ đến cho Vua Clovis

### Từ nước Frank đến các vua Pháp

Huy hiệu Pháp trước năm 1376

Huy hiệu nước Pháp sau năm 1376

### Các vương quyền và quốc vương khác của châu Âu

Hoa diên vỹ của Firenze

Hoa diên vỹ của Bosna

Huy hiệu của Serbia

### Bắc Mỹ

Cờ Québec

Cờ Acadiana

## Biểu tượng trong tôn giáo và nghệ thuật

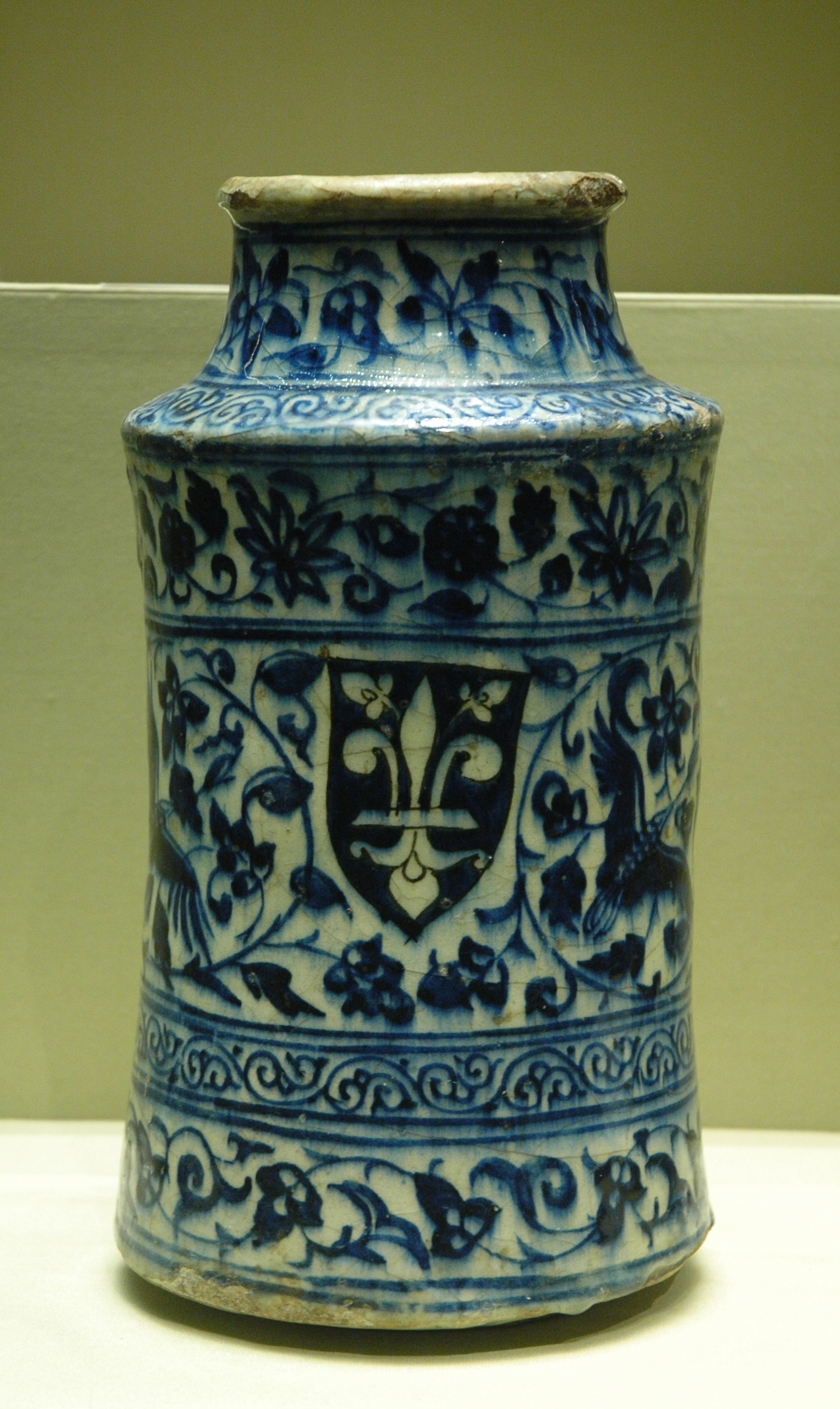
Hoa diên vỹ trên bình cổ Syria thế kỷ 14

## Việc sử dụng thời nay

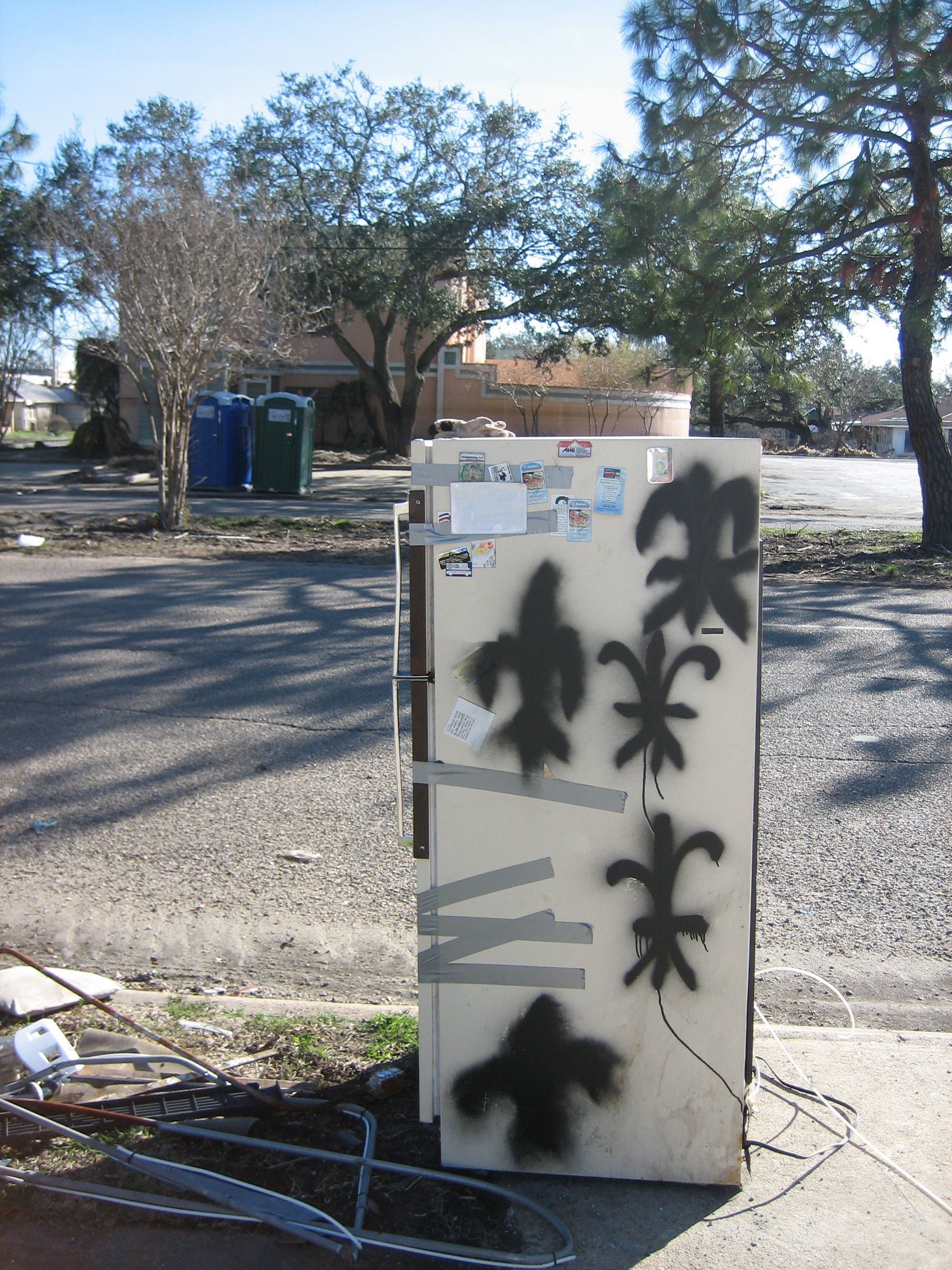
Hoa diên vỹ tại New Orleans sau Bão Katrina năm 2005

### Biểu trưng của Hướng đạo

Huy hiệu Thành viên Thế giới của Tổ chức Phong trào Hướng đạo Thế giới, một phần của huy hiệu được dùng bởi đa số các tổ chức Hướng đạo quốc gia